# Friends Arena
El Friends Arena és un estadi multiusos amb sostre retràctil en el terme municipal de Solna, dins de l'àrea metropolitana d'Estocolm, Suècia. Els inquilins principals de l'estadi són l'AIK Solna i la selecció de futbol de Suècia, que es traslladaren del seu anterior estadi, l'Estadi Råsunda en 2013.
L'estadi s'inaugurà el 27 d'octubre de 2012 amb un macroconcert en el qual van actuar diversos artistes suecs de renom, com Roxette, Loreen o Agnes Carlsson, entre d'altres. El partit de futbol inaugural va ser un amistós entre Suècia i Anglaterra el 14 de novembre de 2012, amb victòria sueca per 4 gols a 2, els quatre gols suecs van ser obra del davanter Zlatan Ibrahimović. Per la seva capacitat (50.000 espectadors), actualment és l'estadi més gran de Suècia.

## Nom
L'estadi era conegut inicialment com Swedbank Arena en referència al banc suec Swedbank, que va adquirir els drets de nom per 153 milions SEK, acord que durarà fins a 2023. No obstant això el 25 de març de 2012 Swedbank va anunciar la seva decisió de canviar el nom de l'estadi en suport de l'ONG sueca Friends, que treballa en contra de l'assetjament escolar.

## Construcció
L'estadi es va construir a prop de l'estació de rodalies de Solna a sis quilòmetres de l'estació central d'Estocolm i compta amb estacionament per 300 autobusos i 4.000 cotxes. Es va calcular el cost al voltant de 170 milions d'euros (1.900 milions de corones sueques). Va substituir l'Estadi Råsunda, estadi nacional de futbol de Suècia. L'Estadi Råsunda fou destruït per a donar lloc a la construcció d'edificis, apartaments i oficines.
L'estadi compta amb un sostre retràctil, la qual cosa permet que els esdeveniments puguin celebrar-se durant la temporada d'hivern i que aculli espectacles d'entreteniment sota sostre. La seva capacitat és de 50.000 espectadors per als partits de futbol i fins a 67.500 per a concerts.

## Esdeveniments
L'estadi és la seu dels partits de la selecció sueca de futbol, així com de concerts. El Friends Arena compleix les altes recomanacions tècniques i obligacions dels estadis per la FIFA i la UEFA, convertint-se en un estadi d'elit, per tant té capacitat per acollir finals dels campionats europeus de futbol: Lliga de Campions de la UEFA i Lliga Europa de la UEFA. Va ser seu de la final de l'Eurocopa femenina de futbol de 2013 i seu de la final de la Lliga Europa 2016-17.
Entre els esdeveniments musicals, a partir de 2013 és seu anual de la final del Melodifestivalen. Va ser una de les seus proposades per acollir el Festival d'Eurovisió 2013, però després de diverses negociacions la SVT va decidir que el festival de 2013 anés a parar a la ciutat de Malmö, i que l'esdeveniment se celebrés al Malmö Arena.

## Punts d'interès
Juntament amb l'estadi, també contindrà un nombre d'hotels amb 400 habitacions, restaurants per 8.000 persones, un centre comercial amb 240 tendes, l'aparcament que tindrà 4.000 places d'aparcament, àrees d'oficines per 10.000 empleats, centres d'exposicions i conferències i 2000 pisos d'habitatges. El centre comercial s'anomena Mall of Scandinavia ("centre comercial d'Escandinàvia") i és el centre comercial més gran dels països nòrdics. El projecte en el seu conjunt costà més de 4 mil milions SEK.

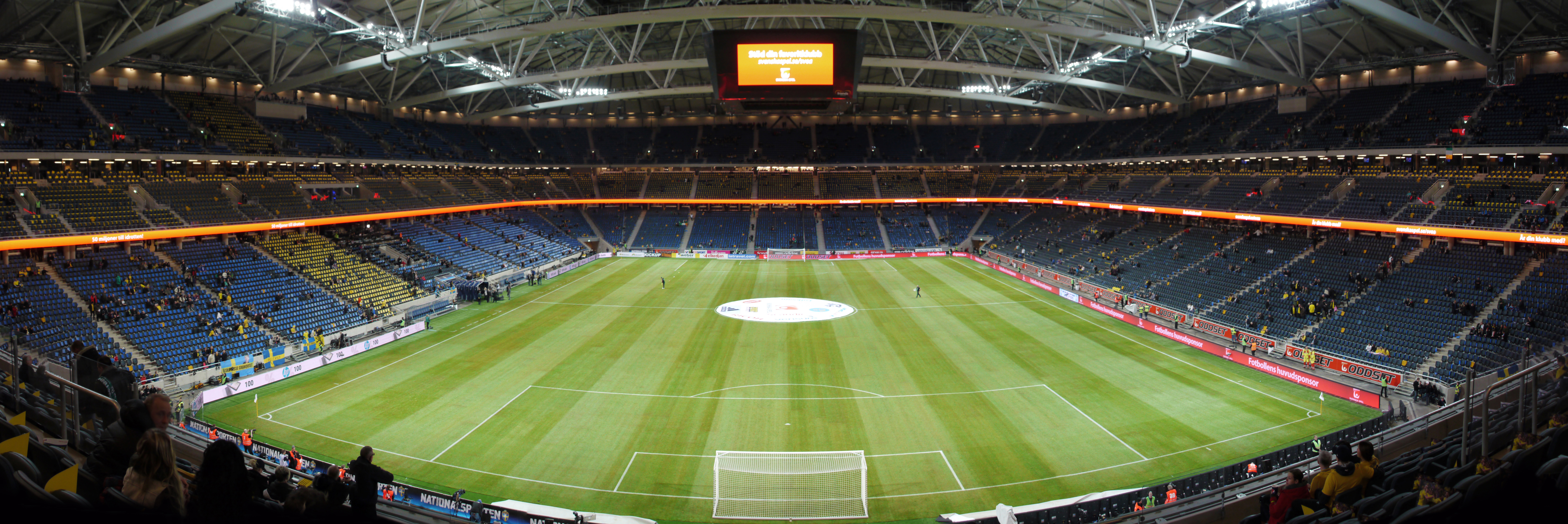
Vista panoràmica del Friends Arena